# Louis Pijourlet
Louis Pijourlet (* 17. Oktober 1995 in Grenoble) ist ein französischer Radsportler, der auf Bahn und Straße aktiv ist.

## Sportliche Laufbahn
Der Vater von Louis Pijourlet, Thiery, war ein bekannter Radrennfahrer auf lokaler Ebene, sein Bruder Jules war bis 2015 international als Radsportler aktiv.
2002 belegte Pijourlet beim Chrono des Nations den sechsten Platz bei den Junioren. 2014 wurde er französischer Vize-Meister im Punktefahren der Elite und siegte bei einem C1-Rennen im Vélodrome National zwei Disziplinen, das Zweier-Mannschaftsfahren gemeinsam mit seinem Bruder Jules. Im Jahr darauf wurde er Dritter beim Chrono des Nations im Rennen der U23.
Beim Lauf des Bahnrad-Weltcups 2016/17 in Apeldoorn belegte Pijourlet gemeinsam mit Benjamin Thomas, Morgan Kneisky und Adrien Garel Rang drei, ebenfalls beim Lauf des Weltcups 2017/18 in Manchester, dieses Mal mit Thomas, Florian Maitre und Thomas Denis.
Im Oktober 2017 wurde Pijourlet bei den Bahneuropameisterschaften in Berlin gemeinsam mit Corentin Ermenault, Florian Maitre, Benjamin Thomas und Thomas Denis Europameister in der Mannschaftsverfolgung.

## Privates
Neben seiner Radsportlaufbahn studiert Louis Pijourlet Psychologie; seine Mutter ist von Beruf Psychologin. In einem Interview vom September 2017 erklärte er, dass es sein langfristiges Ziel sei, Sport und Psychologie miteinander zu verbinden. Die Sportpsychologie sei eine Disziplin, die in Frankreich noch in den Kinderschuhen stecke.

## Erfolge

### Bahn
2017
- Europameister – Mannschaftsverfolgung (mit Corentin Ermenault, Florian Maitre, Benjamin Thomas und Thomas Denis)

2018
- Französischer Meister – Punktefahren

2019
- Französischer Meister – Punktefahren, Mannschaftsverfolgung (mit Florian Maitre, Thomas Denis, Valentin Tabellion und Donavan Grondin)

2021
- Französischer Meister – Punktefahren, Omnium

2022
- Französischer Meister – Punktefahren

2024
- Französischer Meister – Mannschaftsverfolgung (mit Adrien Garel, Clément Petit und Corentin Ermenault)

2025
- Französischer Meister – Einerverfolgung
- Französischer Meister – Steherrennen (hinter Sylvain Pacheco)

### Paracycling (Bahn)
2023
- Weltmeisterschaft – Verfolgung (als Pilot von Alexandre Lloveras)

### Straße
2018
- eine Etappe Tour du Maroc